# ماري فيليب
ماري فيليب (بالإنجليزية: Mary Phillip) هي لاعبة كرة قدم بريطانية، ولدت في 14 مارس 1977 في Peckham ‏ في المملكة المتحدة. شاركت مع منتخب إنجلترا لكرة القدم للسيدات. أما مع النوادي، فقد لعبت مع نادي أرسنال للسيدات.

## وصلات خارجية
- ماري فيليب على موقع الاتحاد الدولي (مؤرشف)  (الإنجليزية)
- ماري فيليب على موقع قاعدة بيانات كرة القدم.إي يو (الإنجليزية)
- ماري فيليب على موقع Soccerway.com (الإنجليزية)
- ماري فيليب على موقع عالم كرة القدم.نت (الإنجليزية)